# FFF system
O Furlong/Firkin/Fortnight (FFF) system é um conjunto de unidades que utiliza medições impraticáveis, nem seriamente considerados adequados para uso científico ou de engenharia. A unidade de comprimento do sistema é o furlong, a unidade de massa é a massa de um firkin de água, e a unidade de tempo é o quinzena. Como o SI ou sistema metro-quilograma-segundo, existem unidades derivadas da velocidade etc.